# Aérodrome de Salon - Eyguières
L’aérodrome de Salon - Eyguières, code OACI : LFNE, est un aérodrome du département des Bouches-du-Rhône, situé à Salon-de-Provence.

## Situation
Cet aérodrome a été créé en 1935.
Ce site de 206 hectares est le seul terrain sportif du département ouvert à la circulation publique sans autorisation (en dessous de 5,7 tonnes).

## Agrément
L'aérodrome de Salon - Eyguières fait partie de la liste n° 1 (aérodromes ouverts à la circulation aérienne publique) des aérodromes autorisés au 31 janvier 2010 (décret : NOR :DEVA1012766K ).

## Historique
Décidé en 1933, le terrain a la vocation d'une piste annexe de la future École de l'air, dont l'implantation est envisagée à Salon-de-Provence.
Créé en 1935, sous le nom d'aérodrome de Salon-La Jasse.
Il est utilisé par les Allemands durant la Seconde guerre mondiale, puis par les Américains.
En 1949, le terrain est affecté à l'Armée de l'air. Il est affecté à l'activité aérienne civile en 1998.
Depuis 2006, ce terrain appartient à la commune d'Eyguières. 
Le 5 février 2025, il est fermé à toute circulation aérienne jusqu'au 25 juillet 2025.

## Installations
L'aérodrome de Salon - Eyguières est équipé de plusieurs pistes.
Les pistes principales ouvertes aux planeurs et avions sont une 15/33 (155°/335° de 1 200 m de long sur 150 m de large) et une 09/27 (090°/270° de 1 280 m de long sur 150 m de large). Ces deux pistes sont croisées. Principalement en herbe, la 15/33 dispose également de trois bandes en dur, deux mini-bandes 15R et 35L réservée aux planeurs ainsi que la mini-bande 15L et 35R.
Les ULM disposent de pistes dédiées, également en 15/33 et 10/28. La 15/33 ULM dispose également d'une bande en dur.
Il existe également une piste dédiée à l'aéromodélisme.
L''axe de voltige no 6930 se situe à la verticale de la piste avion 15/33. Il est activable en relation avec le contrôle de l'aéroport Marseille Provence.

## Rattachements
Salon - Eyguières est un petit aérodrome ne disposant pas de services de la DGAC. Pour l'information aéronautique, la préparation des vols et le dépôt des plans de vol il est rattaché au BRIA (Bureau régional d'information aéronautique) de l'aéroport de Marseille Provence. Le suivi des vols sous plan de vol et le service d'alerte sont assurés par le BTIV (Bureau de télécommunications et d'information de vol) du Centre en route de la navigation aérienne Sud-Est situé à Aix-en-Provence.

## Aéroclubs
Plusieurs aéroclubs possèdent des avions basés à l'aérodrome de Salon - Eyguières.
- Aéroclub Marcel Dassault Provence
- Aéroclub Rossi Levallois
- Air Fly ULM
- Club ULM Nostradamus
- Centre de Vol à Voile de la Crau

## Aéromodélisme
L'Aéro Model Club de La Crau est  présent sur les infrastructures de l'aérodrome.